# 安东·飞利浦
安东·飞利浦（荷蘭語：Anton Frederik Philips；1874年3月14日—1951年10月7日）出生于荷兰扎尔特博默尔。1895年加入由其兄长赫拉德·飞利浦和父亲弗雷德里克·飞利浦在荷兰埃因霍温创立的飞利浦公司。于1922年到1939年间任飞利浦总裁。其祖母索菲·普莱斯堡是卡尔·马克思的母亲亨丽埃特·普莱斯堡的妹妹。